# Trường Phổ thông Dân tộc Nội trú Lâm Đồng
Trường Phổ thông Dân tộc Nội trú Lâm Đồng là một trường dân tộc nội trú tại Đà Lạt, Việt Nam. Trường chính thức thành lập theo quyết định số 690 QĐ/UB-TC ngày 24/12/1988 của Ủy ban nhân dân tỉnh Lâm Đồng, trên cơ sở nâng cấp trường Thanh niên dân tộc. Trước đấy Thanh niên dân tộc được mở năm 1982 ở Di Linh. Sau khi thành lập Trường Phổ thông Dân tộc Nội trú Lâm Đồng chuyển về cơ sở nằm ở góc đường Huyền Trân Công Chúa, thuộc phường 5, thành phố Đà Lạt.
Cơ sở cũ của trường trước kia là trường nữ tu Couvent des Oiseaux, còn gọi là trường Đức Bà Lâm Viên (Notre Dame du Langbian). Mô hình phát triển của trường được nâng cấp dần từ vườn trẻ, trường tiểu học rồi chuyển hóa thành nữ sinh trung học cho con em người Pháp thuộc địa và người Việt làm công chức trong chính quyền Pháp. Sau 1975, đại đa số các trường dòng bị giải thể. Trường Couvent Des Oiseaux sau đó bị chia thành nhiều hạng mục, tòa kiến trúc chính trở thành Trường PTTH Dân tộc Nội Trú tỉnh Lâm Đồng.

## Lịch sử
Các căn biệt thự nghỉ dưỡng được mở vào năm 1935 tại Đà Lạt, thị trấn nghỉ mát thanh lịch trên núi, nơi gia đình của Bảo Đại sống và là nơi tầng lớp thực dân dành kỳ nghỉ của họ để thoát khỏi thời tiết nóng bức (đặc biệt là giữa tháng Hai và tháng Năm). Sau đó, nơi này được quản lý bởi Hội thánh Đức Bà, có các nữ tu đến từ Pháp theo lời mời của hoàng hậu Nam Phương, người đã hiến đất và ghi danh cho con gái của mình ở đó. 
Đầu tháng 9 năm 1935, đáp lại lời kêu gọi của Giáo hoàng Piô XI và mong ước của hoàng hậu Nam Phương, tại nhà dòng Verneuil, Marne, đoàn nữ tu 12 người dòng Đức Bà cùng với Mẹ bề trên St Thomas d'Aquin lên đường tới Sài Gòn. 
Ngày 3 tháng 10 năm 1935, đoàn nữ tu đã đặt chân tới Đà Lạt. Họ đến đây để lập Dòng tu, mở trường học với sứ mệnh giáo dục, góp phần truyền bá kiến thức và ngôn ngữ phương Tây đồng thời học hỏi văn hóa phương Đông. Nam Phương hoàng hậu vốn là nữ sinh của trường nữ tu dòng Đức Bà ở Paris (Cours des Champs-Élysées, rue de Ponthieu).
Tên ban đầu là  trường nữ tu Couvent des oiseaux hay còn có tên gọi khác là trường Đức Bà Lâm Viên (Notre Dame du Langbian). Ngôi trường này, là nơi chỉ dành riêng cho các con em nữ sinh nhà quyền quý và có địa vị theo học. 
Trường được xây dựng với quy mô hết sức rộng lớn bao gồm phòng học, phòng ăn, khu vui chơi..
Trong biên bản thảo luận ngày 17, 19 và 21 tháng 10 năm 1936 của Ủy ban Y tế thị xã Đà Lạt có ghi cụ thể là trung bình diện tích mỗi lớp học là 75 m2, đặc biệt phòng y tế có thể khám tới cho 50 trẻ/1 lần. 
Tháng 10 năm 1935, gần nửa năm sau một phần cơ sở vật chất mới xây xong, 2 dãy phòng học và ký túc xá nữ sinh. 
Khởi đầu là trường mẫu giáo, sau đó phát triển lên thành bậc tiểu học và trung học. Con cái của công chức Pháp thuộc địa được gửi lên đây học nội trú cùng với con của các gia đình người Việt làm việc trong chính quyền Pháp. Ngoài ra, còn có một số ít người Thượng sinh sống trên cao nguyên miền Trung Việt Nam được tuyển chọn vào học miễn phí trong kế hoạch lâu dài cho cuộc thống trị.
Ngày 26 tháng 10 năm 1936, trường làm lễ khai giảng chính thức với 110 nữ sinh, sau đó lên đến 370 nữ sinh nội trú. Đầu niên khóa 1940-1941 có lớp 3e và mấy năm sau, lớp Tú Tài Triết bắt đầu được giảng dạy. Ngoại trừ giai đoạn khó khăn gần 2 năm kể từ niên khóa 1944-1945, nhà trường trở lại với công việc giáo dục đều đặn và phát triển. 
Trong giai đoạn những năm 1950-1960, ngôi trường có tới ba trăm nữ sinh, cả ngoại trú và nội trú. Tất cả các lớp học bằng tiếng Pháp và thể thao đã được vinh danh. Tiếng Việt được đưa vào chương trình giảng dạy năm 1970.
Năm 1967, trường Couvent des Oiseaux hoàn tất chương trình Tú Tài Việt Nam bắt đầu từ năm 1963 và năm 1968, hai lớp cuối cùng chương trình Pháp (1ère, Terminale) chuyển về trường Regina Mundi Saigon.

## Kiến trúc

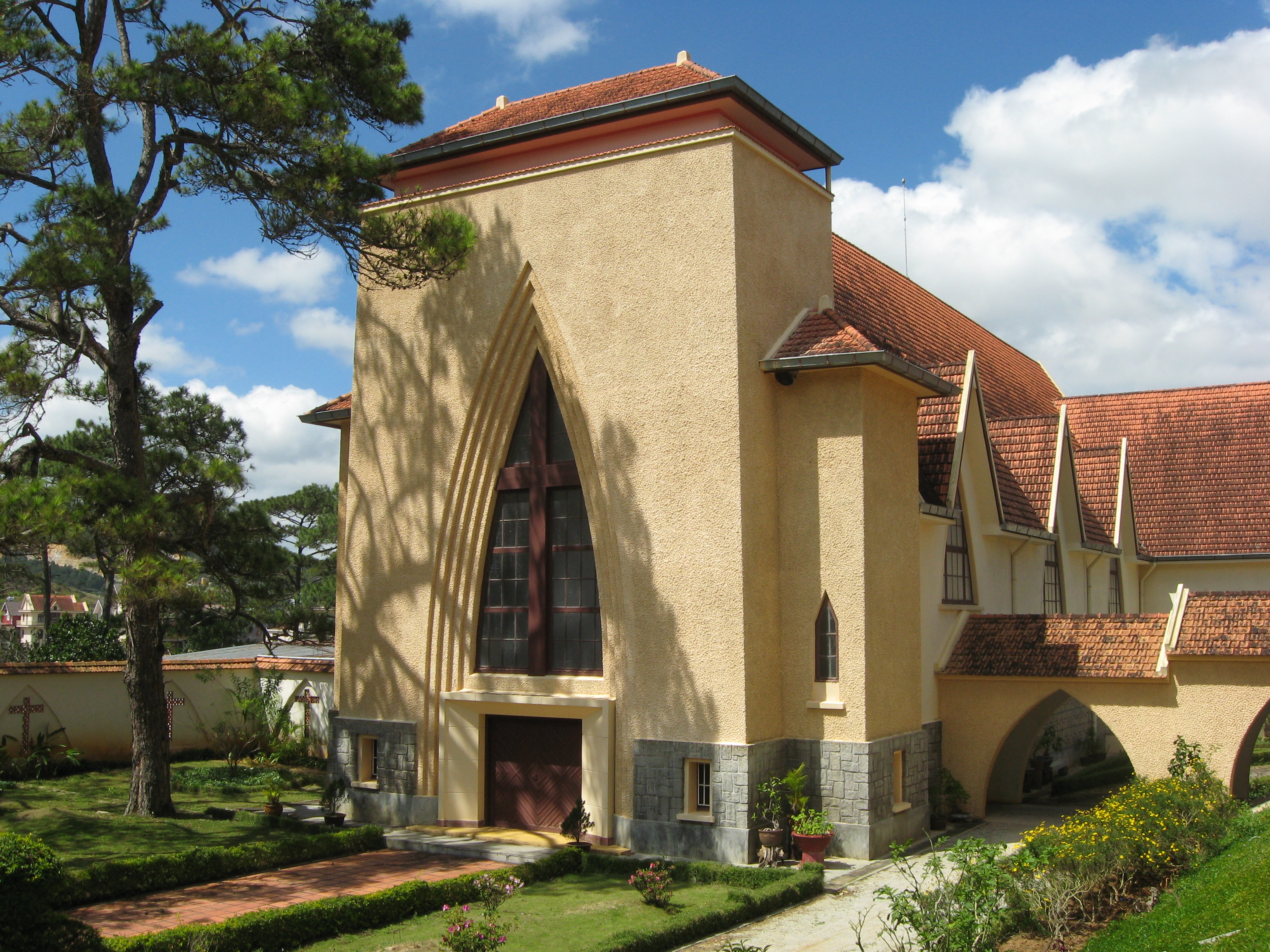
Tu viện Đức Bà Lâm Viên

Bên cạnh bề dày lịch sử truyền thống về một ngôi trường nữ trung học đầu tiên dạy chương trình Pháp, ngôi trường này còn hội tụ vẻ đẹp của phong cách kiến trúc cổ điển lẫn hiện đại. 
Trải qua nhiều năm, ngôi trường vẫn chưa tu sửa nhiều nên vẫn còn giữ lại hoàn toàn đường nét kiến trúc Pháp cổ điển. Khối lớp học được thiết kế hai tầng, tường ngoài tầng trệt ốp đá với những cửa sổ hình cung gãy, các tầng trên có tường xây gạch và cửa sổ ô vuông. Đặc biệt là qua phần tên “ND Du Langbiang” được viết tắt bởi chữ “Notre Dame du Langbiang” chạm khắc trên phần tường áp mái của trường.
Cạnh trường còn có một nhà nguyện dành cho khoảng 200 nữ tu với kiến trúc theo kiểu ogival, có một lầu chuông nhỏ. Ngoài ra, hệ thống chiếu sáng sẽ khiến bạn ngẩn ngơ giây lát, khi không gian nội thất bên trong bừng sáng bởi ánh sáng chiếu qua những cửa sổ kính màu được chia ô nhỏ. Nhìn từ bên ngoài, toàn bộ khu vực trường có kiến trúc đẹp và hài hòa với rừng thông bao bọc xung quanh, tạo không gian yên tĩnh, thoáng mát. 
Trong phòng Tòa Khâm sứ Trung Kỳ hiện đang được bảo quản tại Trung tâm Lưu trữ quốc gia IV còn lưu giữ nhiều tài liệu và bản thiết kế về Trường Phổ thông Dân tộc nội trú Lâm Đồng, đây là tài liệu gốc rất có giá trị phục vụ cho việc nghiên cứu và quá trình trùng tu ngôi trường sau này.

## Hình ảnh

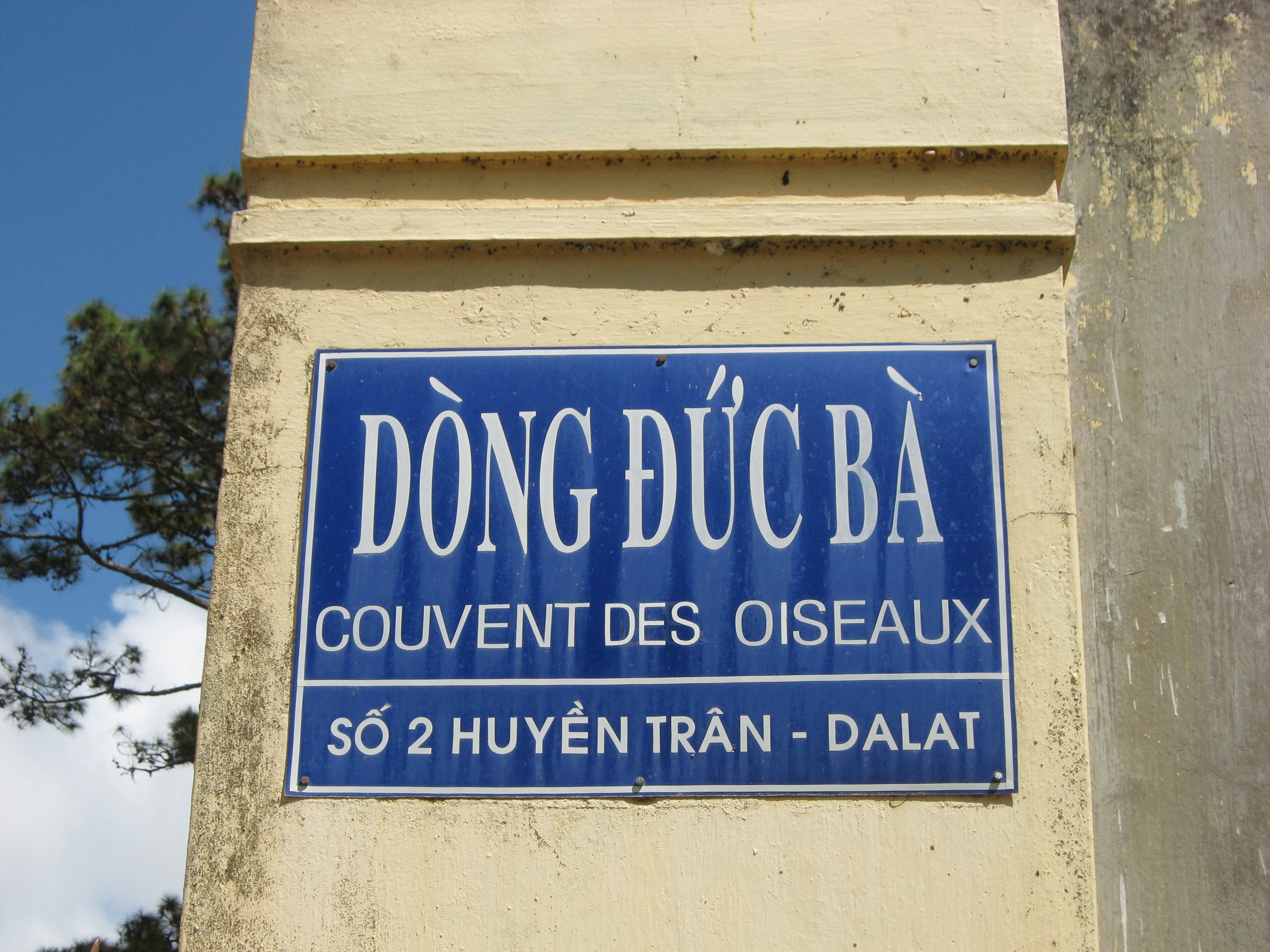
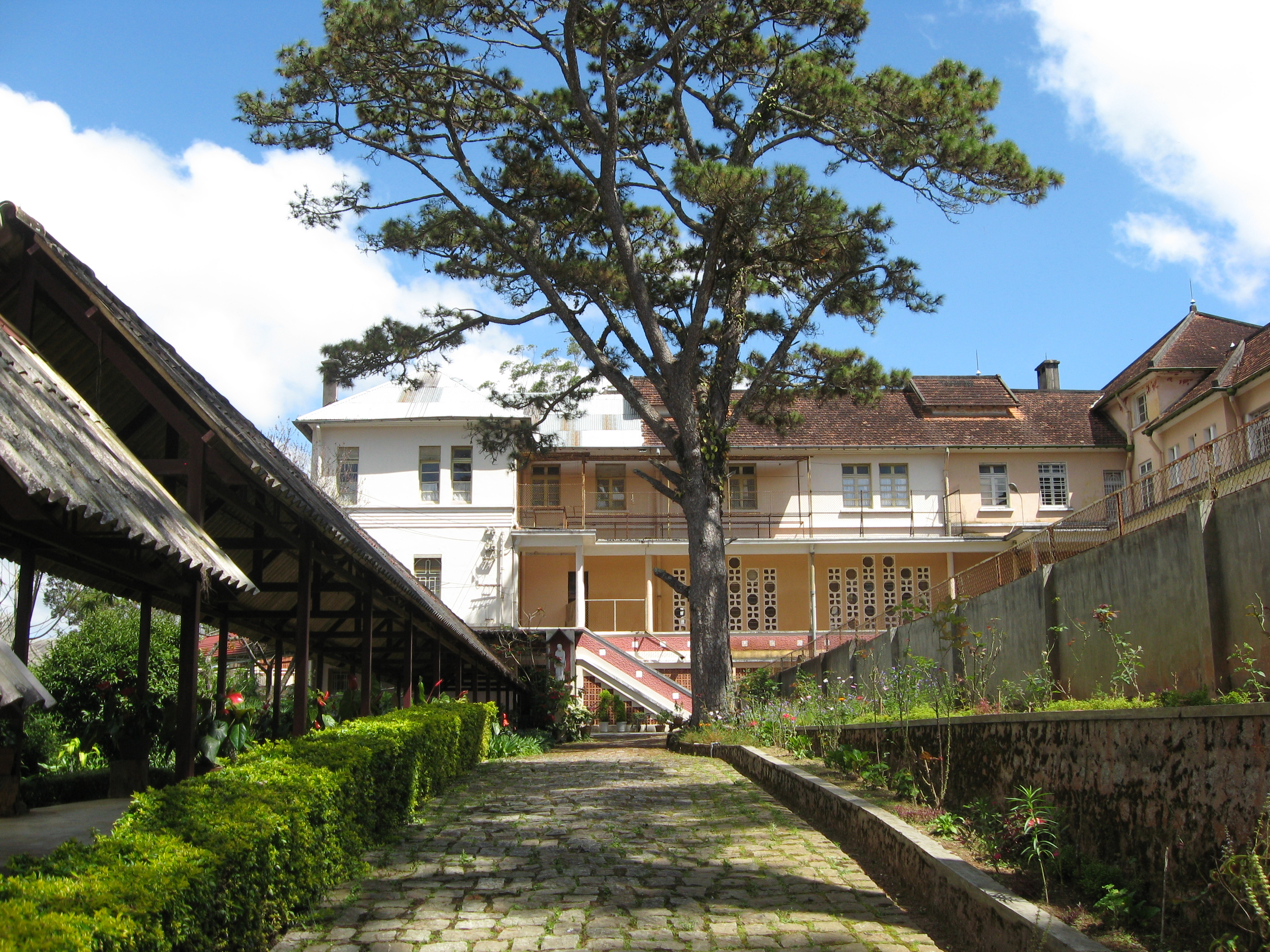
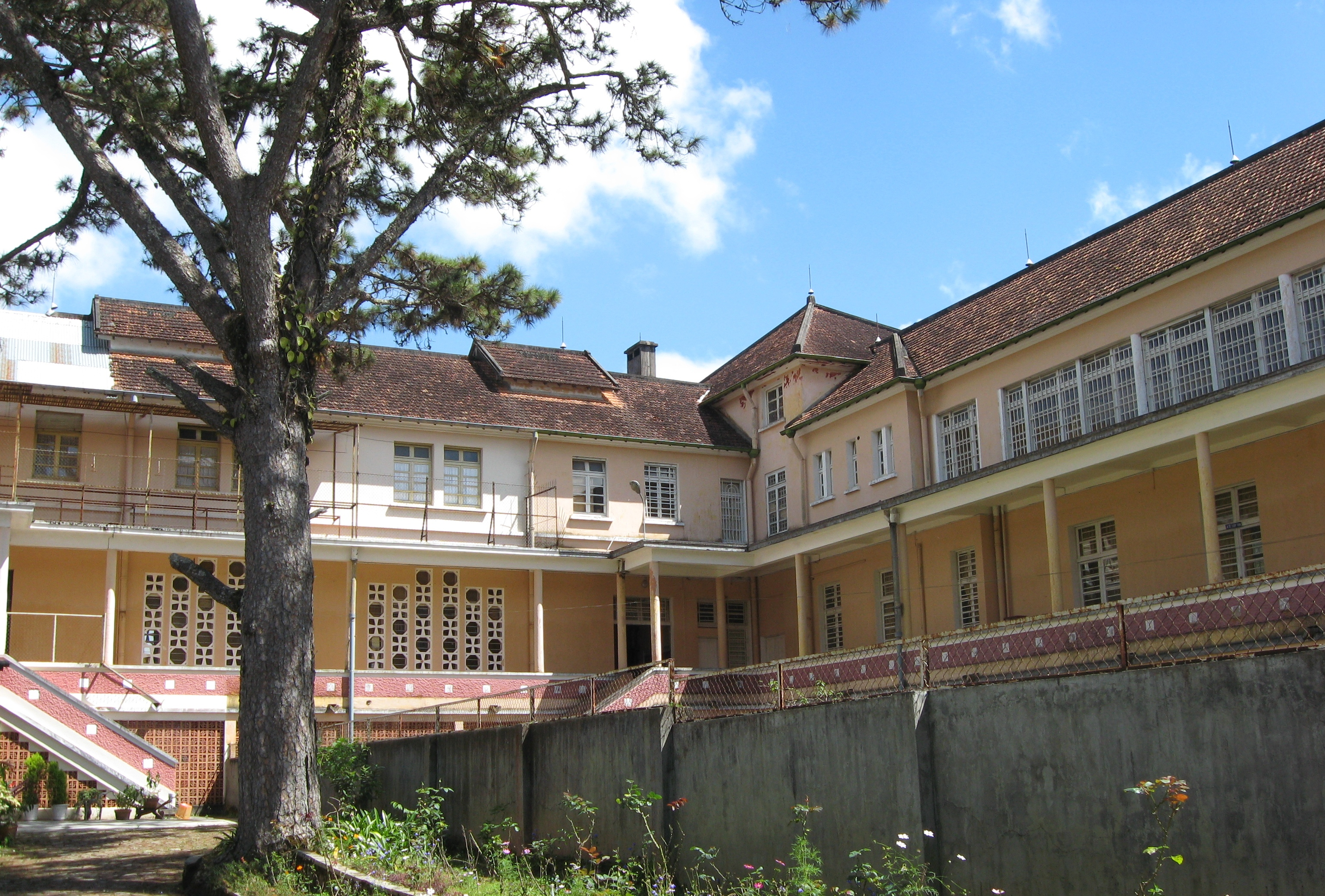
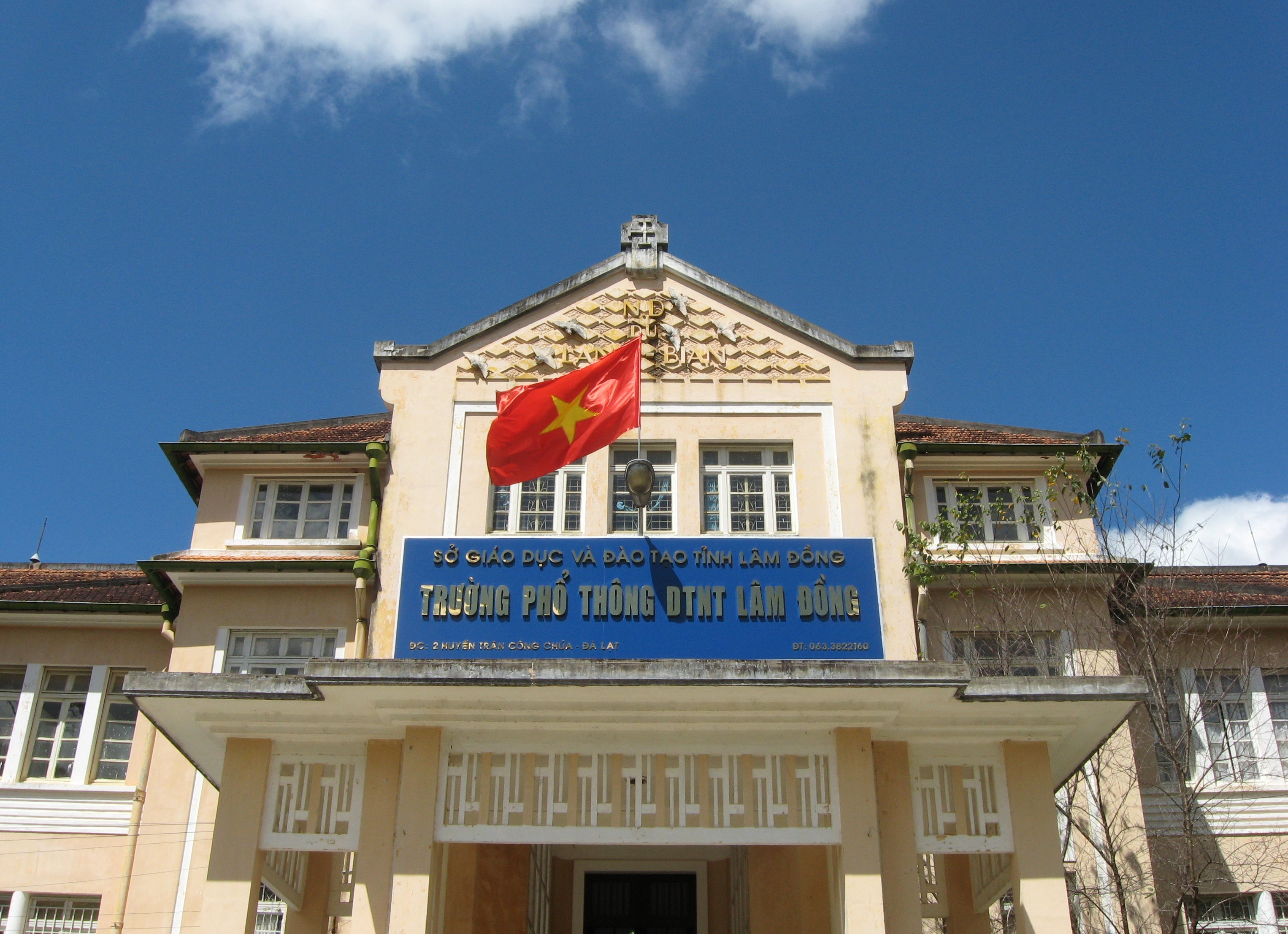
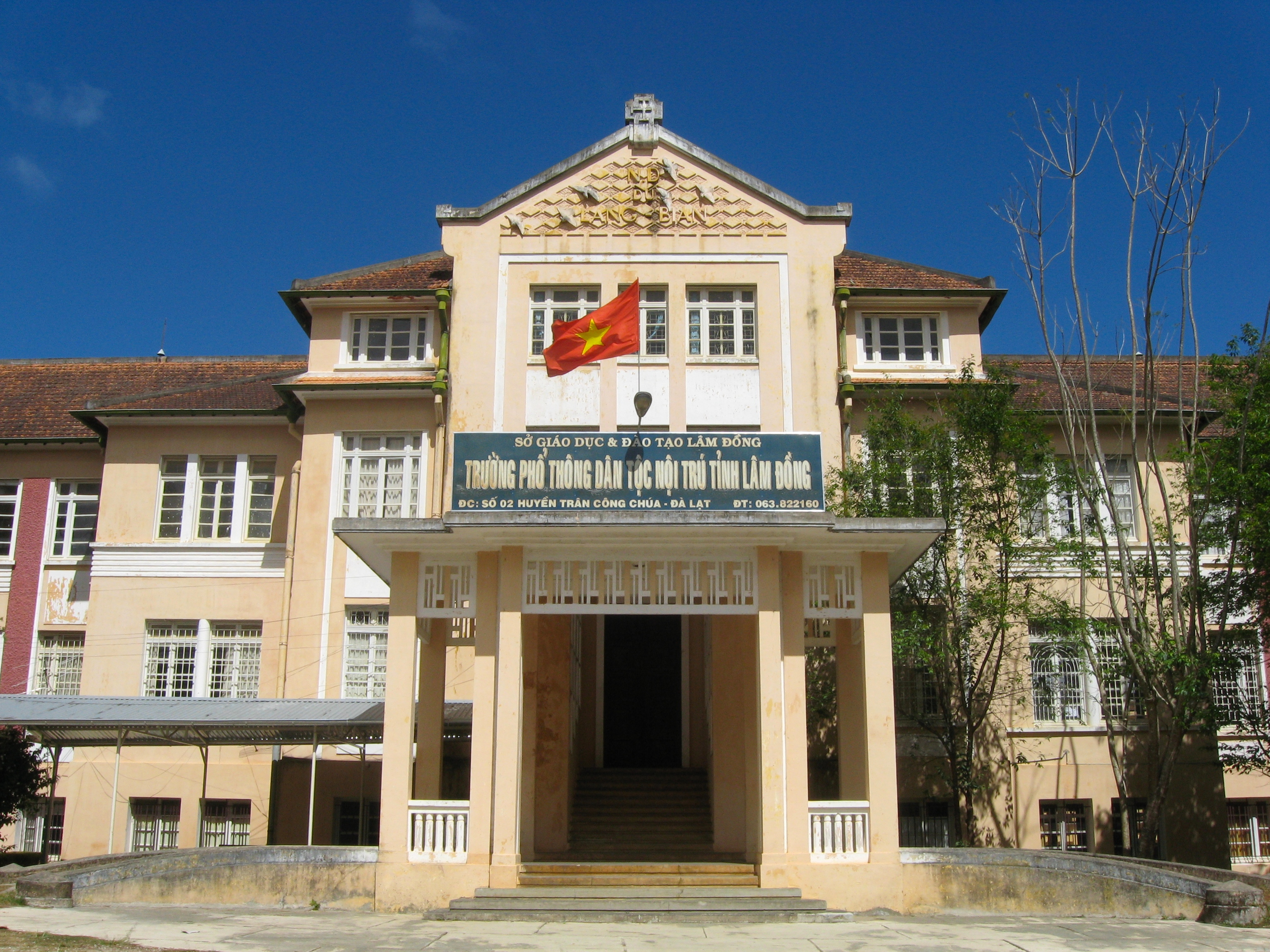
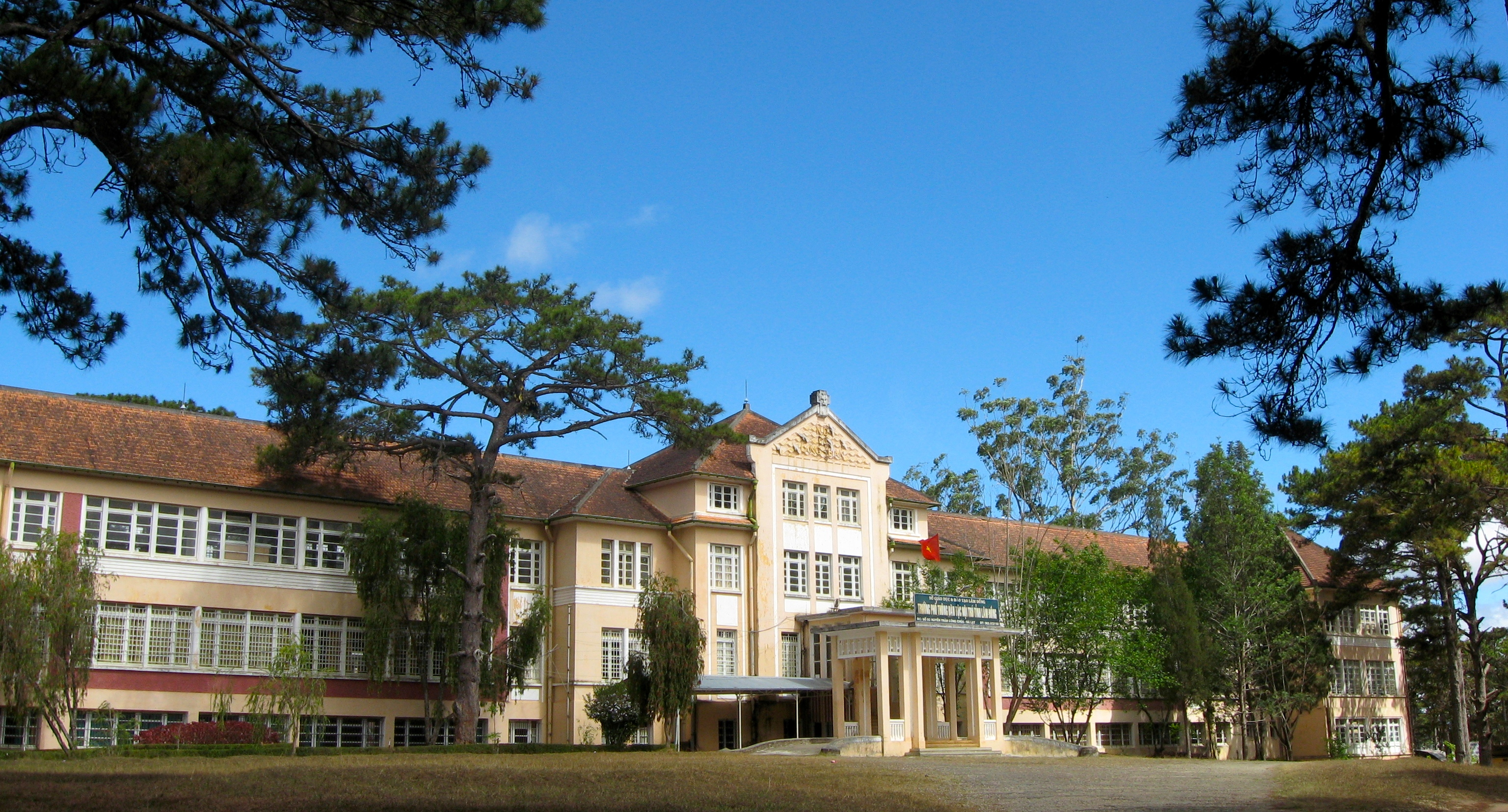
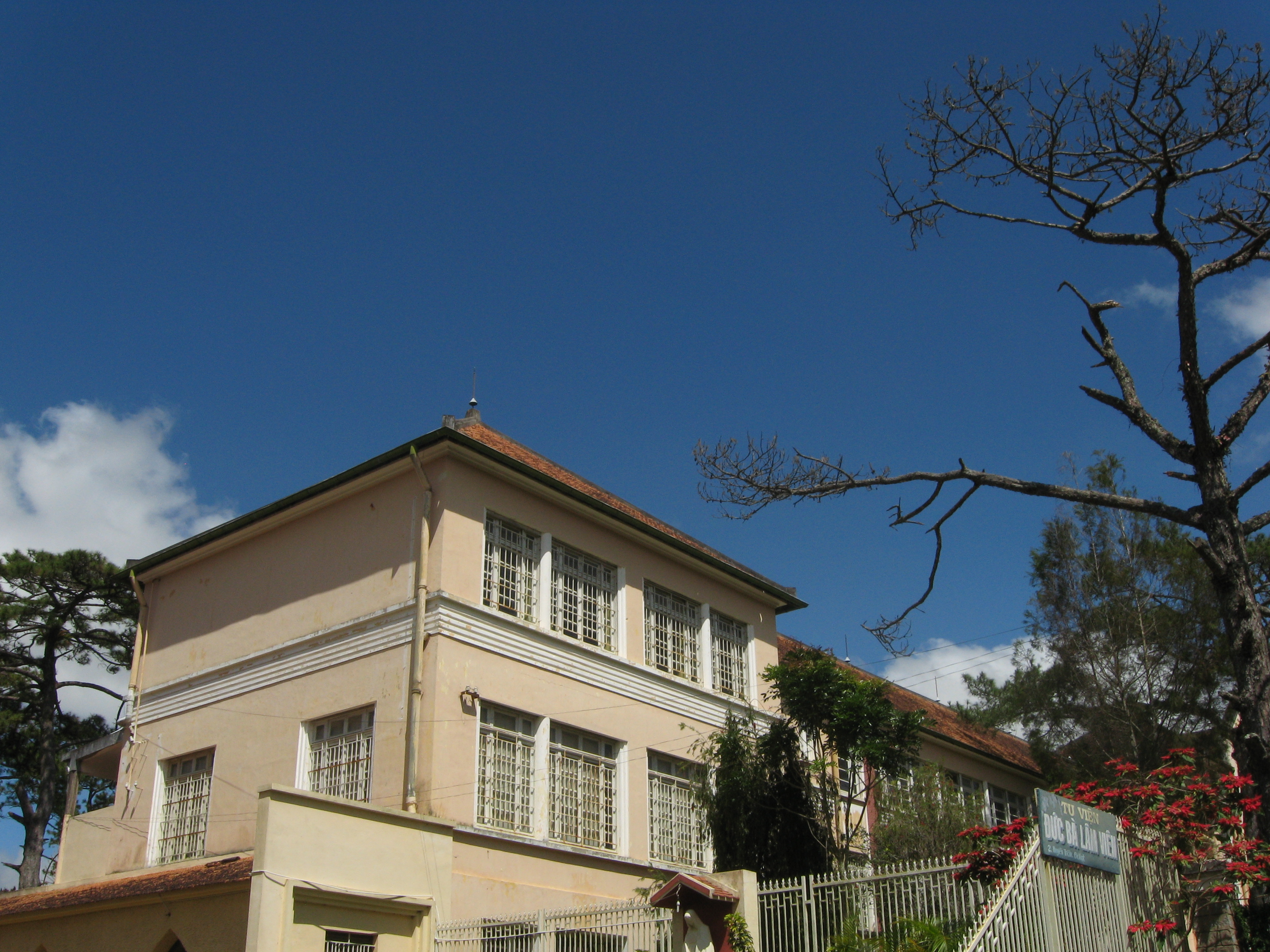
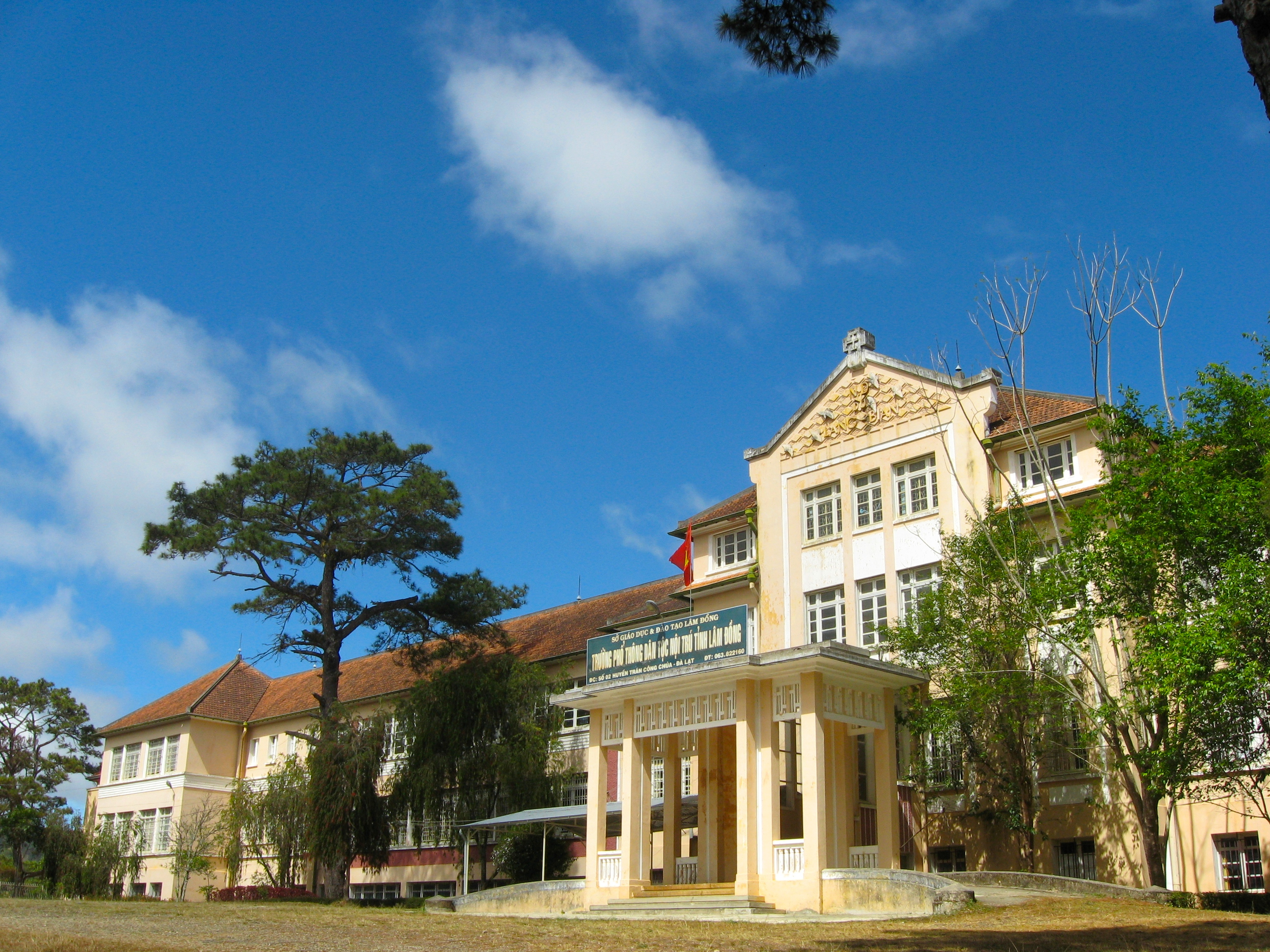